# KTX-II
A KTX-2 nagysebességű villamos motorvonat Dél-Koreában. A vonat maximális sebessége 330 km/h, közforgalomban 300 km/h sebességgel közlekedhet. A Hanvit 350 technológiai fejlesztése révén született meg. Az orra úgy néz ki, mint a Koreában honos halé, a koreai pisztrángé, minimalizálva ezzel a légellenállást. A KTX-II egy tíz részes motorvonat, amely egy másik vonattal összekapcsolva is közlekedhet. Számos technológiát, amelyet a Hanvit 350 vonaton alkalmaztak és próbáltak ki, felhasználtak a KTX II vonatnál. A vonatokat a Hyundai Rotem gyártja.

## Története
További KTX-II vonatot építenek 2009. évben, hogy kibővítsék a nagysebességű üzemet. A Szöul–Puszan vonal kapacitásának növelése érdekében e vonalra 20 db vonatszerelvényt állítanak üzembe. A fejlesztési program 170 millió dollárba került, és 6600 mérnök dolgozott rajta.  A Korail hat hónapon keresztül teszteli a vonatot mielőtt Szöul és Mokpo között, közforgalomba állna.
A KTX-II 2010. februárban kezdte meg a próbaüzemét, és ezzel készült fel a március 2-án megindított menetrend szerinti közlekedésre. Az első 10 kocsis KTX-II vonat a Szöul–Tegu–Puszan, és a Szöul–Tedzson–Kvangdzsu viszonylatokban teljesít szolgálatot.
A jövőben további vonatok is e vonalakon üzemelnek majd. Később, a flotta bővülésével természetesen más vonalak kiszolgálására is sor kerül, mint pl. Szöul–Szuncshon és Joszu, valamint a Honan vonalon Tedzson és Mokpho.
2010 végéig a Korail számára további kilenc KTX-II vonatot szállít le a gyártó Hyundai-Rotem, és további kilenc vonatot is megrendeltek. A 330 km/h sebességű szerelvények fejlesztése 220 millió dollárba került. A koreai kormány nagyon szeretné, ha ez a befektetése megtérülne úgy, hogy export lehetőséget talál a nagysebességű technológiájának külföldi eladására. Februárban a koreai közlekedési minisztérium, és a Kalifornia nagysebességű vasúti közlekedés hivatala egyezményt írt alá, a nagysebességű vasúti közlekedés terén történő együttműködésről, a kutatási eredmények megosztásáról. A koreai gyártók szintén részt vesznek Brazília első nagysebességű vonalára kiírt pályázatán is.